# Национална асоцијација студентског спорта
Национална асоцијација студентског спорта (енгл. National Collegiate Athletic Association, NCAA) је непрофитна организација која регулише студентске спортове међу око 1.100 високошколских установа у САД, Канади и Порторику. Такође организује спортске програме колеџа и помаже преко 500.000 студената спортиста на такмичењима. Седиште се налази у Индијанаполису.